# 프린키페스
프린키페스 (Principes, 단수형: 프린켑스 (Princeps)는 초기 로마 공화정의 군대에서의 창병, 시간이 흘러서는 검병이다. 이들은 꽤나 부유한 계층의 사람들이였고, 적절한 장비를 갖출 여유가 있었다. 넓은 방패와 질 좋은 장비로 무장한 군단의 중보병이였다.
이들의 주 위치는 두 번째 전열이다. 5엽 배열 진형에서 싸웠고, 보조병들의 지원을 받았다. 프린키페스들은 기원전 107년 마리우스의 군제개혁으로 마침내 해체되었다.

## 역사와 사용
팻 소던에 의하면, 프린키페스는 마르쿠스 푸리우스 카밀루스에 의한 군제개혁이 일어난 에트루리아 왕들의 통치 시기의 군대의 옛 제2계층의 잔여물에서 발생했다고 한다. 제2계층은 매우 거대한 팔랑크스에 일부가 앞쪽 열에 속했고, 프린키페스에 유사한 방식의 장비를 갖췄다. 그들은 전방의 전열에서 중요한 제1계층을 지원했을 것이다. 삼니움인들과의 교전과 갈리아군 지휘관 브렌누스에 의한 괴멸등, 둘 다 로마인들의 소수의 거대한 부대 단위보다는 작지만 다수의 부대 단위를 사용한 것이 로마인들에게 유연성의 중요성과 이탈리아 중부의 거칠고 언덕이 많은 지형에서 팔랑크스의 부적절함을 가르쳐줬을 수 있다.

### 카밀루스 체계
기원전 3, 4세기 초의 카밀루스 체계는 재산을 기준으로 계층을 분류하였는데, 프린키페스는 트리아리이 다음으로 부유한 자들이였다. 프린키페스는 1.8m 길이의 짧은 창 또는 하스타이를 장비했다. 그들은 5엽 배열 진형에서 싸웠으며, 보통은 넓은 직사각형 방패 스쿠타를 들고 다니고 신장을 높이기 위해 끝에 얼마간에 깃털들을 고정시킨 청동 투구를 썼다. 중무장 계열의 갑옷을 입었는데, 가장 일반적으로는 움직임의 저해가 없이 좋은 방어도를 제공한 사슬갑옷이였다.
카밀루스 체계의 군단에서, 900명의 프린키페스들은 각 60명으로 된 15개의 마니풀루스를 형성했다. 프린키페스들은 첫번째 전열의 하스타티의 후방이자 세번째 전열의 트리아리이 앞쪽인 두번째 전열에 위치했다. 회전에서 재블린으로 무장한 경보병인 레베스가 군단의 앞에 대열을 이루어 경무장 창병들인 하스타티의 진군을 그들의 재블린을 던져 적들을 괴롭히며 엄호했다. 하스타티들이 교전중에 적을 무너트리는데 실패하면, 그들은 물러나 강한 프린키페스들에게 맡긴다. 프린키페스가 적을 무너트리지 못 한다면, 그들은 창병들인 트리아리이의 뒤로 물러나 차례로 적들과 교전하였다. 기병인 에퀴테스들은 측면 방위 용도와 후퇴하는 적군을 추적하는데 사용됐다. 마지막 전열에 있는 로라리이와 아켄시는 가장 덜 믿음직스러운 부대이며, 머릿 수를 늘리고 흔들리는 전열을 강화등의 보조적인 역할에 사용됐다.

### 폴리비우스 체계

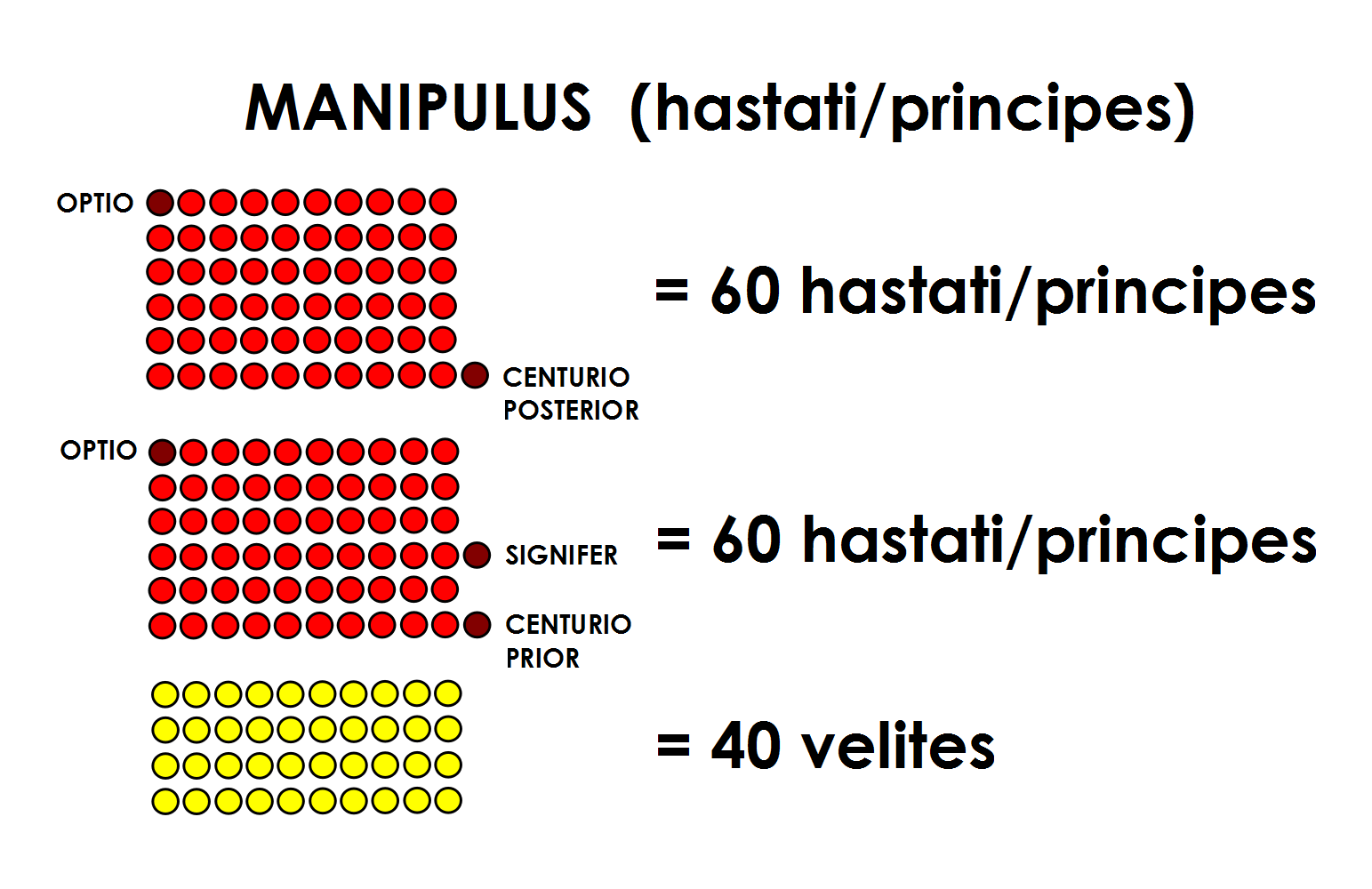

기원전 3세기의 포에니 전쟁 시기에 카밀루스의 조직 체계가 비효율적임이 되어가는 것이 밝혀졌다. 새로운 폴리비우스 체계에서 보병들은 재산보다는 나이와 경험에 따라 계층이 분류되었고, 프린키페스들은 경험이 풍부한 베테랑들로 이뤄졌다. 그들의 장비와 역할은 창을 대신해 검 또는 글라디이를 들고다니는것을 제외하면 이전의 체계에서 존재했던 것과 매우 유사했다. 각 프린켑스들은 충돌한 물체에서 제거하거나 다시 사용되는걸 방지하기 의해 충격시에 구부러지는 무거운 재블린 필라 두 개를 휴대했다.
프린키페스는 군단 당 1,200명으로 증가되었고, 각 120명으로 된 10개의 마니풀루스가 만들어졌다. 로라리이와 아켄시는 해산되었다. 레베스는 유사한 역할을 가진 벨리테스로 대체되었고 프린키페스와 트리아리이에 배속되었다. 회전은 비슷한 방식으로 이뤄졌다. 벨리테스가 앞쪽에 모여 하스타티의 전진을 지원하기 위해 재블린을 던졌다. 하스타티가 적을 무너트리는데 실패하면, 이들은 그들과 마찬가지로 검으로 재무장한 프린키페스에게 물러났다. 프린키페스가 적들을 무너트리는데 실패하면, 이들은 그때 적들과 교전하는 트리아리이의 배후로 물러난다.
이 교전 순서는 바스그라데스 전투, 자마 전투 같은 특이한 일부 경우를 제외하면 거의 대부분은 이뤄졌다. 바스그라데스 전투에서 로마의 장군 스키피오는 평범한 방식으로 그의 병사들을 구성했지만, 하스타티가 적들과 교전을 시작하자, 프린키페스와 트리아리이들을 적 카르카고군에 보내 측면 병력으로 사용했다.
자마 전투에선 스키피오는 그의 병력들을 서로 사이가 넓은 틈을 가진 열로 배열시켰다. 카르타고 전투코끼리들을 이 틈으로 끌어들여 로마군에 많은 사상자를 입히지 못 하고 벨리테스에게 많은 이들이 사망했다. 살아남은 코끼리들이 달아나자, 스키피오는 카르타고 보병대와 교전에 대비하여 가운데에 프린키페스와 트리아리이로 된 긴 전열과 측면에는 하스타티를 배치하였다.

### 마리우스 군제개혁
기원전 107년 가이우스 마리우스의 공식적인 군사 개혁으로, 아프리카의 유구르타와 북방의 게르만 부족들과 맞선 전쟁에서의 인력 부족에 대처하여, 다른 계층의 부대는 완전히 해체되었다. 재산과 나이 요구사항들은 폐지되었다. 대신에 병사들은 도시에서 활동하기 보다는 직업 군인으로서 군단에 입대하는 것으로 정해졌고, 같은 상태로 구입된 장비를 갖춘 중보병으로서 모두 무장되었다. 지방의 비정규 병력 보조군들은 궁병, 척후병, 기병 등의 다른 역할을 수행했다.

## 같이 보기
- 로마 군사의 구조 역사
- 로마 보병 전술
- 로마군 부대 목록